# Horismenus antander
Horismenus antander är en stekelart som först beskrevs av Walker 1839.  Horismenus antander ingår i släktet Horismenus och familjen finglanssteklar. Inga underarter finns listade i Catalogue of Life.